# Рохан
Рохан (синд. Rohan) — в легендариуме Дж. Р. Р. Толкина государство у северных границ Гондора, его союзник. Также встречается название Риддермарк (англ. Riddermark) или Марка (англ. The Mark) (от др.-англ. Riddena-mearc — «пограничная земля рыцарей»). Жители этого степного края к северу от Гондора и северо-западу от Мордора зовутся рохиррим.
Рохиррим появляются у Толкина в ранних набросках 1939 года как союзники Гондора под названием «повелители коней Рохана», а конечную форму приобретают в 1942 году, когда была написана уже треть «Властелина колец».

## География
Земли Рохана часто описываются как «море травы», и представляют собой равнины, продуваемые ветрами — таким образом, они представляют собой степную страну. Климат Рохана — умеренно континентальный, с жарким летом и морозной, но короткой зимой. В этом отношении Рохан являет собой нечто среднее между холодным климатом Рованиона и субтропическим Гондора.
Естественными границами Рохана являются:
- реки Изен и Адорн на западе, где Рохан граничит с Изенгардом и Дунландом;
- Белые Горы, отделяющие Марку от Гондора на юге;
- река Андуин и дельта реки Энтова Купель на востоке;
- река Лимлайт на севере.

### Города
Столицей Рохана является крепость Эдорас, расположенная на холме в долине Белых гор. Другой крупный город — Альдбург, столица Истфолда и город Эорла Юного. Ещё известны крепости: Дунхарроу — убежище, находящееся, как и Эдорас, у подножья Белых Гор, и имеющее выход к Тропам Мёртвых; Хорнбург — главная цитадель Рохана, находящаяся в долине Хельмовой Пади.

## Население
Дунэдайн Гондора и рохиррим — отдалённо родственны (происходят от Атанатари, или эдайн Первой Эпохи). Предки рохиррим не пошли в Белерианд, как Эдайн, которых позже вознаградили островом Нуменор. Их народ был известен как Э́оте́од, и позднее бывший на то время наместником Гондора Кирион вознаградил Эорла Юного землями провинции Каленардон за их заслуги в битве на реке Келебрант. Люди Гондора рассказывают, что рохиррим уступают нуменорцам, как в культуре, так и по происхождению, но превосходят людей тьмы, которые поклонялись и служили Саурону. Имя «рохиррим» является синдаринским экзоэтнонимом для людей Рохана и в основном используется соседями. Себя же рохиррим стали звать эорлингами, после того, как их правитель Эорл Молодой, привёл их на землю будущего Рохана.
У рохиррим были контакты с эльфами в ранние эпохи и они знают об Эру, но, как и дунэдайн, храмов они не строят и ему не поклоняются. Вероятно, они обожествляют одного из Валар — Оромэ Охотника, которого зовут Бэмой.
Рохиррим — это собирательное существительное и не должно использоваться в качестве прилагательного. Толкин в качестве прилагательного использовал Rohanese — роханский.
Некоторые исследователи наследия Толкина полагают, что в образе рохиррим Толкин отразил англосаксонское общество донорманнской эпохи.
Кроме того, Толкин владел готским языком, который использовался им в ряде собственных имён в легендариуме. Возможно, в образе рохиррим нашли отражение остготы, часть которых жила в условиях степи (то есть схожих природных условиях с описанием Рохана) и славилась отменной кавалерией.

## Язык
Собственный язык рохиррим — рохиррик. Он родствен адунаику, языку эдайн, и Вестрону (общему языку). Рохиррим называют свой край Ridenna-mearc, Riddermark или Éo-marc, Марка лошадей , или просто Марка; а себя — Эорлинги, то есть «сыновья Эорла».
Многие старые хоббитские имена сходны со словами из рохиррика, поскольку предки хоббитов из Шира жили в верховьях Андуина по соседству с предками рохиррим, и их языки были схожи друг с другом. Само слово «хоббит», как считается, происходит от роханского слова холлбитл («роющий норы»).
Кроме рохиррика в Рохане часто говорят на всеобщем языке. Все правители Марки знали его и произносили слова на гондорский манер. Поэтому на территории Рохана язык, зародившийся в Гондоре, сохранился практически в первозданном виде и с самым чистым произношением.

## Политико-административное устройство
Изначально Рохан являлся абсолютной монархией. Король был главнокомандующим в военное время. Страна была поделена на районы, как Эстфолд и Вестфолд, которыми правили Маршалы, хотя и неясно, как именно.

### Кавалерия Рохана

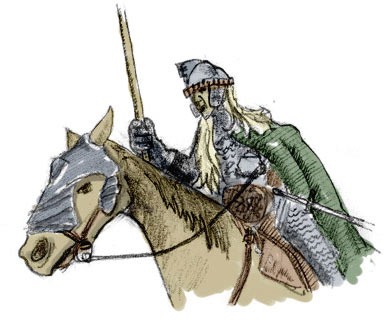
Роханский наездник (рисунок)

Рохиррим были известны как талантливые и непревзойдённые на Западе наездники. Армии Рохана почти полностью состояли из конных воинов, которых разделяли на нерегулярные единицы — э́ореды — до 3000 всадников. Описывают их вооружёнными длинными копьями, длинными мечами и круглыми щитами, одетыми в лёгкие шлемы и плетёные кольчуги. В роханской кавалерии было немало лучников, освоивших стрельбу на скаку. Хотя роханское войско конное,  все всадники умели сражаться в пешим строю, например в конце Пелленорской битвы Эомер спешил рохиррим и построил их стеной щитов, а все приведенные Гэндальфом вестфольдцы были спешены.
Во времена войны каждый здоровый мужчина обязан был прийти на Сбор Рохана, но и в мирное время король и маршалы Истфольда и Вестфольда постоянно имели дружины, причем в случае угрозы часть королевских дружинников могла быть послана на помощь угрожаемой области (так отряд Эльфхельма прибыл на помощь вестфольдцам у Изенских бродов) Рохиррим также связаны клятвой Эорла — оказать военную помощь Гондору в тяжёлые времена. Гондор в таких случаях может прислать Красную Стрелу или зажечь сигнальные огни, расположенные от Минас-Тирита до роханской границы. Такие же сигнальные маяки служат для сбора армий южных провинций Гондора. Однажды, когда сам Рохан кроме Хельмовой пади был заполонен врагами, армия Гондора пришла на помощь и помогла изгнать захватчиков горцев из Дунланда.
Самыми известными лошадьми Рохана были меарас, самые быстрые и благородные лошади Арды; конь первого из королей Рохана, Эорла Юного — Фелароф, родоначальник табуна меарас, считается величайшим из них.
Из-за любви к лошадям появилось и название жителей Рохана. Rohirrim — это синдарское «владыки лошадей», а Rohan (или точнее Rochand) — «земля владык лошадей».

## История
В XIII веке Третьей Эпохи короли Гондора заключили союз с людьми Рованиона как с народом, родственным дунэдайн Первой Эпохи. Один из их князей с помощью Гондора стал королем Рованиона, а его дочь стала женой гондорского наследного принца. Её сын король Эльдакар во время восстания нуменорской знати во главе с Кастамиром с помощью северян вернул трон. Королевство Рованион погибло под натиском кочевников союза Людей Повозок (кибитников), гондорская армия и ополчения северян были разбиты, остатки северян бежали в верховья Андуина, не вернувшись  в степи Рованиона даже после разгрома  Людей Повозок. Однако эти северяне вступив в союз с Гондором, помогали ему отражать вторжения конных вастаков.
В XXI веке Третьей Эпохи потомки тех людей, зовущие себя Эотеод, перекочевали  к северо-западу от Лихолесья, уничтожив по пути остатки воинства королевства Ангмар. Там у них произошла ссора с гномами по поводу сокровищ дракона Скаты, освобождённых одним из князей Эотеода, Фрамом. Однако вскоре Эотеод, закрепившись на землях между Лихолесьем и Мглистыми горами, выстроили город, названный в честь Фрама Фрамбургом. Несмотря на все перемещения, союз с Гондором сохранялся.
Позже, в 2509 году, Кирион, наместник Гондора, призывает Эотеод на помощь в отражении атаки людей северо-востока Средиземья и орков Мордора. Эорл Юный отвечает на призыв и, неожиданно для всех явившись на поле битвы при Келебранте, громит армию орков. В награду Эорл получает поля Каленардона и переселятся туда вместе со всем своим народом. Эта земля изначально была частью Гондора, но после опустошительной чумы 1636 года оставалась практически незаселённой.
Первая линия королей Рохана продолжалась 249 лет, пока в 2758 году Т. Э. страна не подверглась нашествию дунландцев под командованием Вульфа, сына Фреки. Король Хельм Молоторукий укрылся в Хорнбурге до прибытия помощи из Гондора, и находился в осаде около года. Сыновья Хельма погибли раньше него, так что после его гибели племянник Хельма Фреалаф начал вторую линию королей, продлившуюся до конца Третьей Эпохи.
Вскоре после этого в Рохане появился Саруман и ему, как могущественному союзнику, был дарован Изенгард, поскольку у Рохана ушло около 200 лет на его восстановление после войны с дунландцами.
В 3014 году Т. Э. Саруман начал искать пути для ослабления короля Теодена, чтобы захватить Рохан. В 3019 году Саруман развязал против Рохана полномасштабную войну, победив в первых двух битвах у бродов Изена (там погиб Теодред, сын Теодена) и потерпев сокрушительное поражение в битве при Хорнбурге, когда армия хуорнов пришла на помощь рохиррим.
После этой знаменательной победы войско Теодена отправилось к Минас Тириту и помогло в снятии его осады; во время битвы погиб Теоден. Эомер, племянник Теодена, после этого стал королём и начал третью линию королей Рохана. Его армия вместе с ополчением Гондора участвовала в битве у Чёрных Врат против сил Саурона.
Во времена Четвёртой Эпохи Рохан мирно сосуществовал с Объединённым Королевством. Через Рохан проходила дорога эльфов Лориэна в Линдон. Гномы под руководством Гимли, сына Глоина, приняли участие в разработке пещер Хельмовой Пади (Агларонда), в которых обнаружили множество драгоценных камней и металлов.

## В адаптациях

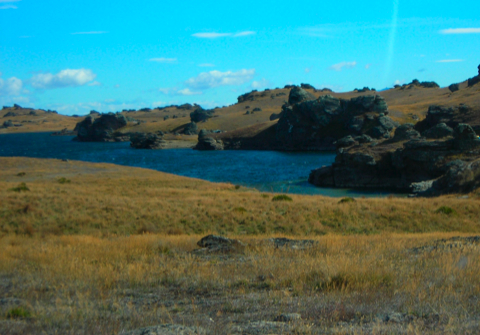
Озеро Пуллберн

Для съёмок сцен Рохана в кинотрилогии «Властелин колец» режиссёра Питера Джексона использовали озеро Пуллберн в Центральном Отаго (Новая Зеландия).
Одному из эпизодов в истории Рохана посвящён мультфильм «Властелин колец: Война рохиррим» (2024), повествующий о событиях из жизни Хельма Молоторукого и его дочери.